# Denis Vaugeois
Pour les articles homonymes, voir Vaugeois.
Denis Vaugeois, né le 7 septembre 1935 à Saint-Tite, est un historien, éditeur et homme politique québécois,.

## Biographie

### Jeunesse
Denis Vaugeois est natif de Saint-Tite en Mauricie, région dans laquelle ses ancêtres ont immigré au milieu du XIXe siècle. Sa famille déménage à Trois-Rivières en 1942 et son père l’inscrit au Jardin de l’enfance dirigé par les Filles de Jésus, communauté d’origine bretonne qu’affectionnait tout particulièrement l’aïeule Louise Frandeboeuf. Ce choix aura une grande influence sur lui, d’abord par le souci de la langue qu’entretiennent les religieuses et aussi parce que sur le chemin de l’école se trouve une bibliothèque des jeunes. Il a trouvé sa voie : le livre.
Il fait son cours classique au séminaire Saint-Joseph de Trois-Rivières et opte pour les lettres et l’enseignement. Il obtient un brevet A de l'école normale Jacques-Cartier de Montréal en 1955 et une licence ès lettres de l'Université de Montréal en 1959. Il obtient par la suite une licence en pédagogie de l'École normale secondaire de la même université en 1962 et un diplôme d'études supérieures (histoire) à l'Université Laval en 1967. Il y complète une scolarité de doctorat en 1975.

### Enseignement et Fonction publique
Entre 1955-1956, il enseigne au séminaire Saint-Joseph de Trois-Rivières, puis de 1959 à 1965, il est professeur à l'école normale Duplessis. En 1965, il accepte le poste de directeur de l’enseignement de l’histoire au sein du ministère de l’Éducation. Dès la fin de 1968, déçu par l'improvisation qui y règne, il quitte ses fonctions et accepte de devenir codirecteur du centre franco-québécois de développement pédagogique. Malgré son intérêt pour cette nouvelle responsabilité, il accepte, en 1970, de devenir directeur général des relations internationales et, à ce titre, responsable du réseau des délégations et maisons du Québec à l’étranger. Il met en place la communication par télex ce qui lui permet de réorganiser les délégations générales de New York, Londres et Paris et fait ouvrir, en collaboration avec le ministère de l'industrie-commerce, plusieurs nouveaux bureaux du Québec à l'étranger. Il siège au conseil d’administration de l’Agence de coopération culturelle et technique où il défend, avec le commissaire Yves Michaud, la tenue de jeux de la francophonie qui deviennent à l’été de 1974 la Superfrancofête. Sont alors réunis, sur les Plaines d’Abraham, Félix Leclerc, Gilles Vigneault et Robert Charlebois, qui passent à l'histoire comme le loup, le renard, le lion. Selon plusieurs, l'esprit de la fête se poursuivra jusqu'à l'élection du Parti québécois en 1976. En outre, de 1974 à 1976, il agit comme coordonnateur d'ententes ACDI-Québec au Maroc et au Pérou.

### Carrière politique
Sous la bannière du Parti québécois, Denis Vaugeois est élu député de la la circonscription de Trois-Rivières à l'Assemblée nationale du Québec lors des élections générales provinciales de 1976 ,. Il est réélu en 1981. Au cours de ses deux mandats en politique, il occupera les fonctions d'adjoint parlementaire au ministre des Affaires intergouvernementales, de Ministre des affaires culturelles, de Ministre des Communications, de vice-président du Conseil du Trésor, d'adjoint parlementaire au ministre délégué aux Affaires parlementaires et de président de la Commission des institutions,.C'est durant son passage en politique qu'il suggère le remplacement de la devise sur les plaques d'immatriculation du Québec, qui passera de « La Belle Province » à « Je me souviens ».
Au sommet sur les industries culturelles (décembre 1978), il propose la création d'une Société de développement de celles-ci, aujourd'hui appelée la Société de développement des entreprises culturelles (SODEC). Elle est créée avant Noël 1978. Il consacre l'année 1979 à la préparation d'une loi du livre qui permettra de structurer la chaîne du livre et de favoriser  développement des librairies, particulièrement en région. Déposée le 19 juin 1979, la Loi du livre (Loi 51) est votée le 21 décembre 1979.

#### Le plan Vaugeois
Pour soutenir cette nouvelle loi, il lance un important plan de développement des bibliothèques publiques,. Ce plan quinquennal, connu comme le plan Vaugeois, propose des programmes d'aide financière aux municipalités afin d'établir des bibliothèques à la grandeur du Québec. ll fait accepter par le Conseil du Trésor  que les contrats soient accordés à des projets qui tiennent compte du caractère culturel des établissements en cause. Une aide financière est prévue non seulement pour la construction, mais aussi pour l’achat de livres et le perfectionnement du personnel. De 1979 à 1985, le nombre de bibliothèques publiques au Québec passera de 121 à 849.

#### Le patrimoine
En 1978, Denis Vaugeois est nommé ministre responsable du chantier de restauration de Place-Royale par René Lévesque qui lui confie le mandat de réorienter les travaux. Il favorise alors le concept de Jacques de Blois et Gérard Paris, promoteurs du Petit Champlain, une approche qui vise à convenir d'un équilibre entre la restauration exemplaire et utilitaire de ce quartier.
Lors de son passage en politique, Denis Vaugeois s'implique dans la circonscription de Trois-Rivières en restaurant le Manoir de Tonnancour, assurant le financement de la Salle J-Antonio Thompson et en faisant classer le Fonds de la famille Hart comme bien culturel,. Il participe également à la création de la Société de conservation et d’animation du patrimoine de Trois-Rivières (SCAP), connue aujourd'hui sous le nom de Patrimoine Trois-Rivières. Il procède à des ententes avec Ottawa pour assurer la mise en valeur et l’interprétation du site des Forges Saint-Maurice.

#### La politique du 1%: l'intégration des arts à l'environnement
Nommé au conseil du Trésor, il sera d'abord membre avant d'agir comme vice-président. Il obtient le transfert du programme du 1% réservé aux édifices gouvernementaux et géré par le ministère des Travaux publics au ministère des Affaires culturelles au titre de l’intégration des arts à l’architecture et à l’environnement. Cela lui permet d'élargir considérablement la politique du 1%. Il s’emploie également, avec l’aide de Noël Vallerand, à créer, en 1980, l’opéra de Montréal et à soutenir le développement des conservatoires.
Le cumul des Communications et de la Culture l’amène à favoriser les stations de radio en milieux autochtones, à couvrir le Québec d’antennes permettant la diffusion directe de Radio-Québec et à jeter les bases du futur Musée de la civilisation.
En avril 1982, il organise, dans son comté, un important colloque dont il fait publier les actes sous le titre Les Défis de l’aménagement.

### Historien et éditeur
Il est l'un des fondateurs du journal d'histoire Boréal Express en 1962. Il crée en 1968 une maison d'édition du même nom.
Il est vice-président du Comité international des historiens et des géographes de langue française de 1970 à 1976 ainsi que secrétaire-trésorier de l'Institut d'histoire de l'Amérique française en 1972 et en 1973, puis vice-président de 1973 à 1976.
Il fonde les éditions du Septentrion en 1988 en plus de diriger la réorganisation des Presses de l'Université Laval entre 1996 et 1998,. Il a également agi comme PDG du Centre éducatif et culturel (CEC) entre 1985 et 1987.
Ses ouvrages et sa production d’émissions de radio et de télévision témoignent de la progression de ses travaux sur ce qu’il appelle le creuset québécois.
Pendant la période qui se situe entre 1988 et 2014, il agit comme consultant pour les éditions Larousse d’abord pour la partie des noms propres puis pour l’ensemble du Petit Larousse.
En 2019, lors de son passage à l'émission de Radio-Canada Plus on est de fous, plus on lit!, Denis Vaugeois affirme que les pensionnats autochtones « ne sont pas une réalité québécoise ». Il soutient que, « quand on regarde les cas dramatiques des enfants perdus ou malmenés sur 3400 par exemple, 3350 [l’ont été] dans le reste du Canada, et 35 au Québec ». L’anthropologue et directrice du programme en études autochtones de l’Université de Montréal Marie-Pierre Bousquet a réagi en rappelant qu'environ 13 000 enfants ont fréquenté les pensionnats autochtones de la province et que plusieurs autres enfants avaient été envoyés dans des pensionnats ailleurs au Canada.
Dans La Presse du 21 février 2019, Vaugeois réplique en déclarant : « À L’émission Plus on est de fous, plus on lit du 13 février dernier j’ai fait une erreur : À la remarque impromptue de l’animatrice : "Mais au Québec, il y a eu les pensionnats", je me suis mis sur la défensive : "Les pensionnats, ce n’est pas une réalité québécoise !" J’aurais dû dire : "Ce n’est pas avant tout une réalité québécoise." Un enjeu aussi sensible mérite plus qu’un tel commentaire. »
Il reviendra à la charge à Radio Galilée le vendredi 21 octobre 2022 avec l’historienne Martine Dumais. Ce sera l’occasion de rappeler que sur les quelque 140 pensionnats autochtones du Canada seulement 6 étaient au Québec (dont 4 étaient catholiques sous la responsabilité des Oblats qui avaient la volonté de respecter les valeurs et les langues autochtones). L’ouvrage de Henri Goulet sur les pensionnats catholiques du Québec sera au cœur de l’émission de même que L’Impasse amérindienne, un essai de Michel Lavoie et Denis Vaugeois portant sur trois commissions d’enquête du XIXe siècle qui sont à l’origine de la loi des Indiens et des pensionnats, deux mesures fédérales.
En 2022, Denis Vaugeois reçoit un doctorat honorifique de l'Université du Québec à Trois-Rivières (UQTR) et un prix de l'Académie française,.
Les dossiers relatifs au travail de député de Denis Vaugeois, de même que ses dossiers ministériels, sont conservés au Centre des archives nationales du Québec, situé à Québec (Cote P-655).

### Autres implications professionnelles
- Membre de la commission d'étude sur la ville de Québec créée le 10 juillet 1985 dont le rapport a été publié le 30 octobre 1986[1].
- Coprésident du groupe de travail sur les collections des musées d'histoire militaire au Canada créé le 20 juin 1990 dont le rapport a été déposé le 20 janvier 1991[1].
- Président de l’Association nationale des éditeurs de livres (ANEL) de 2000 à 2004[1].
- Coprésident de Montréal, capitale mondiale du livre (MCM en 2005-2006[1].
- Membre honoraire de l'Association nationale des éditeurs de livres (ANEL) depuis septembre 2015[1].
- Auteur du rapport E pluribus unum (2007), remis à Madame Line Beauchamp, ministre de la Culture et des Communications[31].
- Publication de Le Contrôle parlementaire de la législation déléguée en 1983[1].

## Publications
- L'Union des deux Canadas (1791-1840), Montréal, Éditions du Bien public, 1962.
- Les Juifs et la Nouvelle-France, Trois-Rivières, Éditions le Boréal Express, 1968.
- L'Assemblée nationale en devenir. Pour un meilleur équilibre de nos institutions, Québec, 1982[32],[1]
- Québec 1792. Les acteurs, les institutions et les frontières, Montréal, éditions Fides, 1992, 176 p.  (ISBN 9782762116168)
- La Fin des alliances franco-indiennes, Montréal, éditions du Boréal, 1995, 288 p.  (ISBN 9782890527058)
- America. L’expédition de Lewis & Clark et la naissance d’une nouvelle puissance, Québec, éditions du Septentrion, 2002, 264 p.  (ISBN 9782894483428)
- The Last French and Indian War, Montréal, McGill-Queen’s University Press, 2002, 291 p.  (ISBN 2-89448-311-2)
- L’Amour du livre. L’édition au Québec, ses petits secrets et ses mystères, Québec, éditions du Septentrion, 2005, 224 p.  (ISBN 9782894484258)
- Les Premiers Juifs d'Amérique, 1760-1860. L'extraordinaire histoire de la famille Hart, Québec, éditions du Septentrion, 2011, 382 p.  (ISBN 9782894486450)
- L'Homme derrière. Sylvain Vaugeois, un as de la gestion stratégique, Québec, Septentrion, 2020, 188 p.  (ISBN 9782897912062)

### Collaborations
- Le Boréal Express 1524-1760, Boréal Express, 1964. Collectif. Réédité en 2009, Québec, éditions du Septentrion, 276 p.  (ISBN 9782896645572)
- Le Boréal Express 1760-1810, Boréal Express, 1964. Collectif. Réédité en 2010, Québec, éditions du Septentrion, 180 p.  (ISBN 9782894486061)
- Histoire 1534-1968, éditions du Renouveau pédagogique, 1968. Réédité en 1969 sous le titre Canada-Québec - Synthèse historique.
- Les Troubles de 1837-1838 (dossier d'histoire),en collaboration avec Jacques Lacoursière, Montréal, éditions Fides, 1969,
- L'Acte de Québec et l'Invasion américaine (dossier d'histoire) en collaboration avec Jacques Lacoursière.Montréal, éditions Fides, 1970,
- Le Boréal Express 1810-1841, Boréal Express, 1972. Collectif. Réédité en 2010, Québec, éditions du Septentrion, 188 p.  (ISBN 9782894486191)
- L’Indien généreux. Ce que le monde doit aux Amériques, Montréal, éditions du Boréal, 1992, coauteur avec Louise Côté et Louis Tardivel, 288 p.  (ISBN 9782890524637)
- Les hurons de Lorette, collectif sous la direction de Denis Vaugeois, Québec, Septentrion, 350 p.  (ISBN 9782896641499)
- Canada-Québec en bref, 1534-2000, Québec, les éditions du Septentrion, 2000, directeur et coauteur avec Jacques Lacoursière et Jean Provencher, 80 p.  (ISBN 9782894481745)
- L'Œuvre de sable de Nicole Tremblay en collaboration avec Gilles Herman et Denis Vaugeois, Québec, Septentrion, 160 p.  (ISBN 9782894483404)
- Champlain. La naissance de l’Amérique française, Québec, les éditions du Septentrion, 2004, codirecteur avec Raymonde Litalien, 400 p.  (ISBN 2-89448-388-0)
- John Lambert, Voyage au Canada dans les années 1806, 1807 et 1808, Québec, les éditions du Septentrion, 2006, traduit et annoté avec Roch Côté.  (ISBN 2-89448-485-2)
- America’s Gift. What the world owes to the Americas and their first inhabitants, Québec, les éditions du Septentrion, 2007 et Baraka Books, 2009, en collaboration avec Käthe Roth pour la traduction  (ISBN 978-2-89448-518-7)
- La Mesure d’un continent. Atlas historique de l’Amérique du Nord, 1492-1814, Québec, les éditions du Septentrion, 2007, coauteur avec Raymonde Litalien et Jean-François Palomino, 300 p.  (ISBN 9782894485491)
- L’Impasse amérindienne. Trois commissions d’enquête à l’origine d’une politique de tutelle et d’assimilation, 1828-1858, codirection avec Michel Lavoie, Québec, Septentrion, 2010, 504 p.  (ISBN 9782894486238)
- 1763. Le traité de Paris bouleverse l'Amérique, codirecteur avec Sophie Imbeault et Laurent Veyssière, Québec Septentrion, 2013, 456 p.  (ISBN 9782894487570)
- Vivre la Conquête à travers plus de 25 parcours individuels, Gaston Deschênes et Denis Vaugeois (dir.), Québec, Septentrion, tome I, 2013, 264 p.  (ISBN 9782894487549)
- Vivre la Conquête à travers plus de 25 parcours individuels, Gaston Deschênes et Denis Vaugeois (dir.), Québec, Septentrion, tome II, 2014, 320 p.  (ISBN 9782894487624)
- Canada-Québec 1534-2010 avec  Jacques Lacoursière et Jean Provencher,Québec, Septentrion, 2010, 607 p.  (ISBN 978-2-89448-653-5)
- Canada-Québec 1534-2015 avec  Jacques Lacoursière et Jean Provencher,Québec, Septentrion, 2015, 616 p.  (ISBN 9782894488423)
- Canada-Québec 1534-2018 avec Jacques Lacoursière et Jean Provencher, Québec, Septentrion, 2018, 616 p.  (ISBN 9782897910235)
- Faire aimer l'histoire en compagnie de Jacques Lacoursière, Jacques Mathieu et Denis Vaugeois, Québec, Septentrion, 2018, 292 p.  (ISBN 9782894489345)
- À l'assaut de la Mauricie 1858-1919. Les Vaugeois, une famille de pionniers, Chantale Dureau en collaboration avec Denis Vaugeois, Québec, Septentrion, 2019, 192 p.  (ISBN 9782897910846)
- Les Vaugeois-Frandeboeuf, de la Bretagne à la Mauricie. Une enquête rigoureuse, indiscrète et implacable, Nicole Mauger en collaboration avec Denis Vaugeois, Québec, Septentrion, 2019, 288 p.  (ISBN 9782897911362)

### Collaboration à des œuvres filmiques, télévisées et radiophoniques
- Samuel de Champlain et les explorateurs de l'Amérique française, réalisé par Roger Tremblay en collaboration avec Éric Bédard, Montréal, MATV et Bibliothèque et archives nationales du Québec, 2016[33]
- L'Empreinte historique et actuelle du Québec, réalisé par Jean-François Nadeau, Montréal, collaboration Canal Savoir et Bibliothèque et Archives nationales du Québec, 2014, 57 min[34]
- Le 10 février 1763, le Traité de Paris, réalisé par Yves Deling, Montréal, Vox, 2012, 58 min[34]
- Collaboration à plusieurs journaux, périodiques, revues et collections dont le Dictionnaire biographique du Canada (pour les biographies de Aaron Hart, Samuel Jacobs, Ezekiel Hart, Moses Hart, Aaron Ezekiel Hart, Sigismund Mohr, Cyrille Duquet, etc.), Recherches amérindiennes au Québec, Argus, The Beaver, Cap-aux-Diamants, etc.

## Honneurs et distinctions
- 1996 - Finaliste au Prix littéraire du Gouverneur général pour La Fin des alliances franco-indiennes[35]
- 1997 - Prix Samuel de Champlain décerné par l’Institut France-Canada (France-Amériques)[36]
- 2004 - Prix littéraire de l’Académie de marine de France pour America. L’expédition de Lewis & Clark et la naissance d’une nouvelle puissance[37]
- 2008 - Prix Gérard-Parizeau pour l’ensemble de ses travaux sur l’Amérique française[38]
- 2008 - Prix Hercule Louis Catenacci décerné par l’Académie des sciences morales et politiques de France, conjointement avec Raymonde Litalien et Jean-François Palomino, pour La Mesure d’un continent[39]
- 2008 - Prix Marcel Couture décerné par le Salon du livre de Montréal, conjointement avec Raymonde Litalien et Jean-François Palomino, pour La Mesure d’un continent[20]
- 2008 - Mention spéciale du jury du prix Lionel-Groulx, conjointement avec Raymonde Litalien et Jean-François Palomino, pour La Mesure d’un continent[20]
- 2008 - Diplômé d’honneur de la faculté des Arts et des Sciences de l’Université de Montréal[40]
- 2009 - Hommage de la Corporation des bibliothécaires professionnels du Québec à l’occasion du 40e anniversaire de la Corporation pour sa contribution exceptionnelle au développement des bibliothèques et des milieux documentaires du Québec[20]
- 2009 - Prix René-Chaloult décerné par l’Amicale des anciens parlementaires du Québec[41]
- 2011 - Doctorat honoris causa ès Lettres de l'Université Laval[42]
- 2011 - Finaliste au prix Marcel-Couture pour Les premiers Juifs d’Amérique 1760-1860
- 2012 - Récipiendaire du prix Lauréat Le Soleil/Radio-Canada, catégorie « Société », février 2012[43]
- 2012 - Récipiendaire du « Helen & Stan Vine Canadian Jewish Book Award », remis par la Fondation Koffler en juin pour Les premiers Juifs d’Amérique 1760-1860
- 2012 - Prix Percy-W.-Foy remis par la Société historique de Montréal pour Les premiers Juifs d’Amérique 1760-1860[44]
- 2012 - Prix Fleury-Mesplet remis par le Salon du livre de Montréal[45]
- 2013 - Prix Adagio remis par le Salon du livre de Trois-Rivières[46]
- 2014 - Officier de l'Ordre national du Québec[47],[48]
- 2014 - Prix Georges-Émile-Lapalme [2]
- 2015- Membre de l'Académie des Grands Québécois[1]
- 2015- Membre émérite de Patrimoine Trois-Rivières[18]
- 2015- Prix de la Société des Dix[49]
- 2018 - Membre de l'Ordre du Canada[50]
- 2022 - Doctorat honoris causa de l'Université du Québec à Trois-Rivières (UQTR)[19]
- 2022 - Prix Rayonnement de l'Académie française[30]